# Jure Robič
Jure Robič, slovenski ultramaratonski kolesar, * 10. april 1965, Jesenice, † 24. september 2010, Plavški Rovt, Jesenice.

## Življenjepis
Jure Robič je bil najuspešnejši slovenski kot tudi svetovni ekstremni kolesar. Že v otroštvu se je zaljubil v kolo. Na Jesenicah rojeni ultramaratonec, ki je kot poklicni vojak pripadnik prve brigade Slovenske vojske, je kolesarsko kariero začel v klubu Lip Bled, jo nadaljeval v novomeški Krki in kranjski Savi ter bil med letoma 1988 in 1994 član državne reprezentance in državni prvak. Leta 1989 je osvojil tretje mesto na državnem prvenstvu Jugoslavije v cestni dirki, leta 1990 pa drugo. Nato se je posvetil ultramaratonskemu kolesarstvu.
V športni karieri je dosegel več kot 100 zmag in več kot 150-krat stal na zmagovalnih stopničkah. Med največje uspehe spada pet zmag na Race Across America (RAAM), najtežji športni preizkušnji na svetu, svetovni rekord v cestni vožnji na 24ur, dve zaporedni zmagi na dirki Le Tour Direct/Ultime, ultramaratonski različici klasičnega Toura, ki jo kolesarji namesto v 21 etapah prevozijo v eni sami, ter štiri zaporedne zmage na Dirki okoli Slovenije - Dos ras extreme, od leta 2007 do 2010. Leta 2010 je zmagal na švicarski dirki Tortour 2010. Zmagal je tudi na Maratonu Franja, Juriš na Vršič, idr. Poleg športnih dosežkov je Jure Robič tudi prejemnik priznanja Športnik leta za posebne dosežke, Slovenec leta za posebne dosežke ter priznanja za fair play ter strpnost v športu.
Umrl je 24. septembra 2010 v prometni nesreči na gozdni poti na Plavškem Rovtu pri Jesenicah. Zapustil je sina z imenom Nal Jure, rojenega leta 2004, 9 mesecev po njegovi smrti se je rodil drugi sin z imenom Lev Jure.
Juretov brat, alpski smučar Sašo Robič (1967-2010), se je ponesrečil istega leta, le mesec in pol pred njim.